# Abracadabra
Abracadabra é uma palavra mágica usada historicamente como encantamento, e contemporaneamente em ilusionismo.

## História

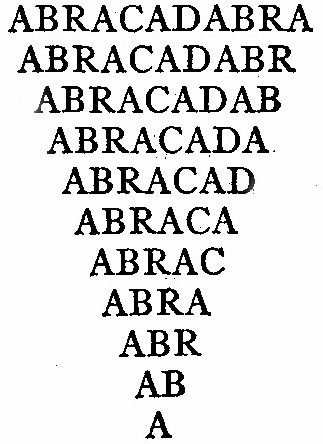
Abracadabra escrito em forma triangular conforme representado na Encyclopædia Britannica

A primeira menção conhecida da palavra foi no século II em um livro chamado Liber Medicinalis (às vezes conhecido como De Medicina Praecepta Saluberrima) por Sereno Sammonico, médico do imperador romano Caracalla, que no capítulo 52 prescreveu que pacientes com malária use um amuleto contendo a palavra escrita na forma de um triângulo.
O poder do amuleto, afirmou ele, faz com que doenças letais desapareçam. Outros imperadores romanos, incluindo Geta e Alexandre Severo, eram seguidores dos ensinamentos médicos de Sereno Sammonico e podem ter usado o encantamento também.
Foi usado como uma fórmula mágica pelos gnósticos da seita de Basilides ao invocar a ajuda de espíritos benéficos contra doenças e infortúnios. É encontrado nas pedras Abraxas, que eram usadas como amuletos. Posteriormente, seu uso se espalhou além dos gnósticos.
O ministro puritano Increase Mather rejeitou a palavra como desprovida de poder. Daniel Defoe também escreveu com desdém sobre os londrinos que colocaram a palavra em suas portas para evitar doenças durante a Grande Peste de Londres.
A religião de Thelema soletra a palavra "Abrahadabra", e a considera a fórmula mágica do Éon atual. O fundador da religião, Aleister Crowley, explica em seu ensaio Gematria que descobriu a palavra (e sua ortografia) por métodos cabalísticos. A palavra "Abrahadabra" também aparece repetidamente na invocação de Hórus em 1904 que levou à fundação de Thelema.
Abracadabra agora é mais comumente usado como uma palavra mágica na performance de ilusionismo. A palavra faz parte de um conjunto limitado de palavras que podem ser digitadas em sua totalidade usando o lado esquerdo de um teclado QWERTY.

## Etimologia
Abracadabra é de origem desconhecida, mas de acordo com o Oxford English Dictionary, sua primeira ocorrência conhecida está nas obras do segundo século de Quinto Sereno Sammonico. Seu primeiro uso na língua portuguesa data do século XVIII, segundo o Dicionário Etimológico Nova Fronteira da Língua Portuguesa, de António Geraldo da Cunha.
Várias pseudoetimologias estão associadas à palavra: de frases em hebraico que significam "eu criarei enquanto falo", ou aramaico "eu crio como a palavra" (אברא כדברא), a etimologias populares que apontam para palavras semelhantes em latim e grego, como abraxas ou para sua semelhança com as quatro primeiras letras do alfabeto grego (alfa-beta-gama-delta ou ΑΒΓΔ). De acordo com o OED Online, "nenhuma documentação foi encontrada para apoiar qualquer uma das várias conjecturas".